# 杨效欧
杨效欧（1894年—1937年5月31日），字毅如，湖北随州人。国民革命军中将军长。

## 生平
保定军官学校第三期炮科、陆军大学第六期毕业。
1931年6月晋绥军整编时，任商震的第三十二军第66师中将师长。1931年商震率第67师出走后，第66师拨归第三十四军。1935年4月8日叙阶陆军中将。1936年7月，杨爱源改任晋绥剿匪总指挥部总指挥，杨效欧继任第三十四军军长。1937年5月31日在太原参加宴席后暴亡。